# Bjørn Einar Romøren
Bjørn Einar Romøren (1. dubna 1981, Oslo) je norský skokan na lyžích. Je členem týmu Hosle I. L. z města Bærum. Svého prvního vítězství ve Světovém poháru dosáhl v lednu 2003 při závodu v rakouském Bischofshofenu, závěrečném podniku Turné čtyř můstků. Později zvítězil v pěti dalších závodech Světového poháru (2004 - Lahti, Kuopio, 2005, 2006 - Planica, 2006 - Sapporo). Z mistrovství světa v klasickém lyžování si v letech 2003 a 2005 odnesl ze soutěží družstev dvě bronzové medaile, stejného umístění dosáhl s norským týmem i na zimních olympijských hrách v Turíně v roce 2006. V jeho sbírce se nacházejí i dvě zlaté medaile, obě ze soutěže družstev v letech na lyžích, které se konaly během mistrovství světa v této disciplíně v letech 2004 a 2006.
20. března 2005 stanovil ve slovinské Planici na tamějším mamutím můstku Letalnica tehdejší světový rekord v délce skoku - 239 m.
Romøren se 23.3.2014 rozhodl ukončit kariéru. Důvodem jsou bolesti v zádech. V posledním závodě v Planici (na velkém můstku HS 139) obsadil šestnácté místo.